# The Human Factor (album)
Pour les articles homonymes, voir The Human Factor.
Albums de Metal Church
Blessin'In Disguise Hangin' In Balance
The Human Factor est le quatrième album studio du groupe de heavy metal américain Metal Church. Il est sorti en 1991 et a été réédité en 2003 par Sony Music France. Un peu à la manière de Demonaz chez Immortal, Kurdt Vanderhoof ne joue pas sur ce disque, mais en a composé la majeure partie des chansons.

## Line-up
- Mike Howe : chant
- John Marshall : guitare
- Craig Wells : guitare
- Duke Erickson : basse
- Kirk Arrington : batterie

## Liste des chansons de l'album
1. The Human Factor - 5:01
2. Date With Poverty - 5:20
3. The Final Word - 6:00
4. In Mournin' - 6:01
5. In Harm's Way - 7:01
6. In Due Time - 4:05
7. Agent Green - 5:58
8. Flee From Reality - 4:12
9. Betrayed - 4:32
10. The Fight Song - 3:28